# José Nunes
José Carlos de Araújo Nunes (Castelo de Paiva, 1977. március 17. –) portugál labdarúgó, jelenleg a RCD Mallorca játékosa.

## Pályafutása
Pályafutását a AD Ovarense csapatánál kezdte. Később játszott a FC Maia, a SC Salgueiros, a Gil Vicente FC, a Sporting Braga csapatainál is. 2006 januárjában 2,5 millió €-ért a RCD Mallorca játékosa lett. A Mallorca játékosaként 209 mérkőzésen 13 gólt szerzett.

### A válogatottban
5 mérkőzésen játszott a Portugál U21-es csapatban.